# Джабраилова, Мадлен Расмиевна
Мадле́н Ра́смиевна Джабраи́лова (род. 19 декабря 1970, Москва, РСФСР, СССР) — российская актриса театра и кино. Заслуженная артистка Российской Федерации (2004).

## Биография
Мадлен Джабраилова родилась 19 декабря 1970 года в Москве, в семье советского и российского актёра театра и кино, заслуженного артиста РСФСР Джабраилова Расми Халидовича (1932—2022). По национальности — лезгинка.
Училась в московской средней общеобразовательной школе со специальным французским уклоном, по окончании которой собиралась поступать в МГИМО, но из-за отсутствия блата отказалась от своей мечты.
В 1988 году поступила, а в 1993 году окончила режиссёрский факультет по специальности «Актёрское искусство» Российской академии театрального искусства (ГИТИС) (руководитель курса — Пётр Наумович Фоменко).
С 1993 года по настоящее время является артисткой Московского театра «Мастерская П. Н. Фоменко».
Снимается в кино.

## Творчество

### Работы в театре

#### Московский театр «Мастерская П. Н. Фоменко»
- 1990 — «Двенадцатая ночь» Уильяма Шекспира (режиссёр — Евгений Каменькович; премьера — 6 января 1990 года) — Мария
- 1991 — «Владимир III степени» Н. В. Гоголя (режиссёр — Сергей Женовач; премьера — 1 февраля 1991 года) — Мария Петровна Повалищева, урождённая Бурдюкова / Мелас / 1-я девушка, служанка в доме Павла Петровича
- 1991 — «Приключение» Марины Цветаевой (режиссёр — Иван Поповски; премьера — 29 октября 1991 года) — девчонка, вся молодость, вся Италия
- 1992 (по настоящее время) — «Волки и овцы» А. Н. Островского (режиссёр — Пётр Фоменко; премьера — 22 мая 1992 года) — Меропия Давыдовна Мурзавецкая, девица лет 65, помещица / Анфуса Тихоновна, тётка Евлампии Николаевны Купавиной
- 1992 — «Шум и ярость» Уильяма Фолкнера (режиссёр — Сергей Женовач; премьера — 1 ноября 1992 года) — Дилси, жена Роскуса
- 1994 — «Как важно быть серьёзным» Оскара Уайльда (режиссёр — Евгений Каменькович; премьера — 4 февраля 1994 года) — Сесили Кардью
- и другие…

### Фильмография
1. 1986 — Степная эскадрилья
2. 2001 — Ростов-папа (истории № 5 «Шли по городу две свинки», № 9 «Вавилон», № 10 «Сынок») — Карина
3. 2003 — Прогулка — цыганка в трамвае
4. 2003 — Крутые повороты (Таксист) — хозяйка борделя
5. 2005 — Жизнь — поле для охоты — Лина, дочь банкира
6. 2005 — Аэропорт (серия № 19 «Картины») — Светлана, художник
7. 2006 — Эйфория — Лидия
8. 2006 — 9 месяцев — журналист
9. 2006 — Герой нашего времени — Айсылу
10. 2007 — Личная жизнь доктора Селивановой — Роза
11. 2007 — Человек без пистолета — Марго, жена Сергея Сергеевича Башкина
12. 2008 — Плюс один — Мария (Маша), профессиональный переводчик
13. 2009 — Московский дворик — Зарда, подруга Людмилы Айперовой
14. 2009 — Черчилль (фильм № 9 «Смертельная роль») — Нина, домработница в доме Дмитрия Могдановского
15. 2010 — Брестская крепость — Катя, жена майора Петра Гаврилова
16. 2010 — Капитаны — мать Ефима
17. 2010 — Гаражи (фильм № 11 «Враг народа») — Елена, жена Алексея Чуткина
18. 2010 — Зоя — Лиля Юрьевна Брик, «муза» Владимира Маяковского
19. 2011 — Дед Мороз всегда звонит трижды — Снегурочка
20. 2012 — Откровения. Реванш (серия № 1 «Парковка») — Инга, юрист, член инициативной группы жилищного комитета микрорайона
21. 2012 — Соло на саксофоне — Нюра, домработница Владислава Лаврова
22. 2014 — Ещё один год — пассажирка такси
23. 2014 — Женщины на грани (серия № 14 «Зазеркалье») — Кристина Ершова, следователь прокуратуры / Вероника, лже-сестра Кристины[6]
24. 2016 — Жизнь — драма (короткометражный) —
25. 2016 — Мария (короткометражный) — Мария
26. 2017 — Красные браслеты — Марина, мать Ромки
27. 2017 — Вы все меня бесите (серия № 4) — Вера, бывшая жена Антона Викторовича Тименко
28. 2017 — Частица вселенной — жена лётчика-космонавта Михаила Семёнова
29. 2019 — Колл-центр — мать Джеммы
30. 2020 — Портрет незнакомца — Нелли
31. 2021 — Хрустальный — Розалия Львовна, психолог
32. 2021 — Контакт — Акимова, завуч
33. 2022 — Нулевой пациент — Раиса Львовна
34. 2024 — ГДР — Раиса Максимовна Горбачева

### Озвучивание мультфильмов
1. 2004 — Про мышонка
2. 2005 — Лу. Рождественская история — Лу
3. 2006 — Крошечка Хаврошечка — все роли
4. 2006 — Снегурочка — Бобылиха, жена Бобыля
5. 2007 — Собачья дверца
6. 2009 — Непечальная история
7. 2011 — Сказка про ёлочку
8. 2013 — Возвращение Буратино — кукла Света

## Признание заслуг

### Государственные награды Российской Федерации
- 2004 — почётное звание «Заслуженный артист Российской Федерации» — «за заслуги в области искусства»[1].

### Награды субъектов Российской Федерации
- 2007 — лауреат премии города Москвы 2007 года в области литературы и искусства по номинации «Театральное искусство» — за исполнение главной роли в спектакле «Три сестры» по пьесе А. П. Чехова режиссёра Петра Фоменко на сцене Московского театра «Мастерская П. Н. Фоменко»[7].
- 2025 — Почётный деятель искусств города Москвы — «за большой вклад в развитие культуры и многолетнюю творческую деятельность»[8].

### Общественные награды
- 1998 — лауреат премии имени К. С. Станиславского — за роль девчонки в спектакле «Приключение» по драме Марины Цветаевой режиссёра Ивана Поповски на сцене Московского театра «Мастерская П. Н. Фоменко»[5].
- 2000 — лауреат премии Олега Табакова «За актёрский талант, реализованный в спектакле „Варвары“» (вместе с Тагиром Рахимовым) — за исполнение роли Кати в спектакле «Варвары» по пьесе Максима Горького режиссёра Евгения Каменьковича на сцене Московского театра «Мастерская П. Н. Фоменко»[5][9].
- 2004 — лауреат театральной премии «Чайка» в номинации «Синхронное плавание» — за актёрский ансамбль в спектакле «Три сестры» по пьесе А. П. Чехова режиссёра Петра Фоменко на сцене Московского театра «Мастерская П. Н. Фоменко»[5].
- 2005 — лауреат театральной премии газеты «Московский комсомолец» — за исполнение роли Наташи в спектакле «Три сестры» по пьесе А. П. Чехова режиссёра Петра Фоменко на сцене Московского театра «Мастерская П. Н. Фоменко»[5].
- 2007 — лауреат театральной премии газеты «Московский комсомолец» — за исполнение роли певицы Изабеллы Юрьевой в спектакле «Самое важное» по роману Михаила Шишкина «Венерин волос» режиссёра Евгения Каменьковича на сцене Московского театра «Мастерская П. Н. Фоменко»[5].
- 2008 — лауреат специальной премии жюри театрального фестиваля «Золотая маска» «Ансамбль исполнительниц женских ролей в спектакле» — за исполнение роли певицы Изабеллы Юрьевой в спектакле «Самое важное» по роману Михаила Шишкина «Венерин волос» режиссёра Евгения Каменьковича на сцене Московского театра «Мастерская П. Н. Фоменко»[5].
- 2008 — номинация на премию «Золотая маска» в категории «Драма — Лучшая женская роль» — за исполнение роли певицы Изабеллы Юрьевой в спектакле «Самое важное» по роману Михаила Шишкина «Венерин волос» режиссёра Евгения Каменьковича на сцене Московского театра «Мастерская П. Н. Фоменко»[5].
- 2008 — приз «Золотое яблоко» «За лучшее исполнение женской роли» на VIII Международном фестивале продюсерского кино России и Украины «Кино-Ялта 2008» в Ялте — за роль Маши в художественном фильме «Плюс один» режиссёра Оксаны Бычковой[5][10][11].
- 2008 — приз за лучшую женскую роль на XVI Международном кинофестивале в Онфлёре (Франция) — за роль Маши в художественном фильме «Плюс один» режиссёра Оксаны Бычковой[5].
- 2010 — лауреат театральной премии газеты «Московский комсомолец» в номинации «Полумэтры — Лучшая женская роль» — за исполнение ролей Параши и Лауры в спектакле «Триптих» по произведениям («Граф Нулин», «Каменный гость») А. С. Пушкина режиссёра Петра Фоменко на сцене Московского театра «Мастерская П. Н. Фоменко»[5].